# Suisun City
Suisun City város az USA Kalifornia államában, Solano megyében. Lakosainak száma 29 518 fő (2020. április 1.).

## Népesség
A település népességének változása:

| 2010 | 28 111 |
| 2020 | 29 518 |